# Öt perc gyilkosság
Az Öt perc gyilkosság 1966-ban bemutatott magyar rajzfilm, amelyet Nepp József írt, Ternovszky Béla rendezett. Az animációs játékfilm zenéjét Deák Tamás szerezte. A mozifilm a Pannónia Filmstúdió gyártásában készült.

## Rövid tartalom
A humoros rajzfilmnek összefüggő cselekménye nincs, a sorozatos gyilkosságok csak megtörténnek, különösebb ok nélkül. Az első feltűnő rajzfilmfigura maga a rendező, aki néhány mondatos bevezetőt mond az elkövetkezendő bizarr cselekménysorról, majd megkezdődik a tényleges vetítés. Két ember összetalálkozik, majd az egyik a másikat megöli. A gyilkosának sincs oka sok örömre, mert pillanatokon belül ő lesz a következő áldozat, majd így folytatódik öt percen keresztül, eközben a lehető legváltozatosabb gyilkolási módszereket láthatjuk. Az utolsó gyilkosnak még a Földet is sikerül felrobbantania. Űrhajón menekülne, ám őt meg a földönkívüliek porlasztják szét sugárfegyverrel, velük viszont közönséges náthavírus végez, így az ötödik perc végére senki nem marad életben. Az öt perc alatt átlag 10 másodpercenként történik egy újabb gyilkosság. Az egyszerűbb gyilkolási módok mellett olyan egzotikus módszereket is láthatunk, mint halálra csiklandozás, elérhetetlen libasült melletti halálra éheztetés, vagy olajfestékkel padhoz festés.
A vetítés után a rendező várná az elismeréseket, ám az egyik néző nem művésznek, hanem szadista vadállatnak nevezi, ezért lelövi. Őt egy másik néző leszúrja azzal, hogy „maga egy gyilkos”. Vele egy harmadik néző végez, miszerint ez a büntetés az önbíráskodásáért, őt viszont egy néző hölgy szúrja hasba esernyővel, „hát ennek már sohasem lesz vége?” felkiáltással. A rajzfilmben hosszasabban kizárólag a rendező beszél, az ő hangját Szakáts Miklós kölcsönözte.

## A gyilkosságok sorrendben
- doronggal fejbevágás
- megfojtás
- bombával felrobbantás
- felgyújtás
- ablakon kilökés
- hasfelmetszés
- elgázolás
- makaróni felpumpálásával a vendég szétdurrantása
- kondérba lökés és megfőzés
- kádba fojtás, majd sósavval szétmaratás
- borbély általi nyakelvágás
- az előző, sósavval teli kádba való beleesés
- szék kirúgása általi felakasztás
- árammal agyonüttetés
- üvegbúra alá tétel, majd gáz bevezetése
- hűtőszekrénybe zárás
- távcsöves puskával való lelövés
- elásás
- megmérgezés
- anyuka hisztis gyerek általi halálba kergetése
- jólöltözött cukrosbácsi általi megöletés
- horgászhorogra akasztás
- falra felszegezés
- megskalpolás
- ló általi ledobás
- megkövezés
- hordóban hegyről legurítás
- mérgezett nyíllal, fúvócsővel
- a fúvócső a másik oldalról való erősebb fúvásával az eredeti fúvó megmérgezése
- halálra csiklandozás
- parki padhoz festés
- kalitkába zárás, majd elérhetetlen libasült melletti halálra éheztetés
- géppisztollyal szitává lövés
- hátbaszúrás
- halálra rémítés
- rádiummal besugárzás
- űrhajóról a Föld felrobbantása
- az egyik űrhajós kábelének űrséta közbeni szándékos elvágása
- a megmaradt űrhajós földönkívüli általi elporlasztása sugárfegyverrel
- a földönkívüli náthavírus miatti halála
- pisztollyal lelövés
- megkéselés
- megfojtás
- esernyővel hasba szúrás

## Alkotók
- Filmrendező hangja: Szakáts Miklós
- Írta: Nepp József
- Dramaturg: Görgey Gábor
- Zenéjét szerezte: Deák Tamás
- Muzsikusok: Garay Attila /zongora/, Berkes Balázs /bőgő/, Kovács Gyula /dob/
- Operatőr: Nagy Csaba, Neményi Mária
- Segédoperatőr: Velebil Zsuzsa
- Hangmérnök: Horváth Domonkos
- Vágó: Czipauer János
- Rajzolták: Csiszér Ágnes, Révész Gabriella, Vásárhelyi Magda
- Asszisztensek: Csonkaréti Károly, Németh Kálmánné
- Gyártásvezető: Kunz Román

Készítette a Pannónia Filmstúdió

## Díjak
- 1967 Miskolc: az animációs filmek kategóriájának I. díja
- 1967 Oberhausen: a rajzfilm kategória fődíja, a Népfőiskolák elismerő oklevele
- 1970 Olbia: Bronz Íjász